# Nikolaus Balthasar Mertz
Nikolaus Balthasar Mertz, auch Nicolaus Balthasar Mertz (* im 17. Jahrhundert in Würzburg, † im 17. Jahrhundert) war ein deutscher Mediziner und Hofmedicus in Bamberg.

## Leben
Nikolaus Balthasar Mertz war um 1652 Leib- und Stadtarzt in Fulda. Von 1660 bis 1670 wirkte er als Hofmedicus in Bamberg.
Am 30. Dezember 1654 wurde Nikolaus Balthasar Mertz unter der Präsidentschaft von Johann Lorenz Bausch unter der Matrikel-Nr. 14 als Mitglied in die Academia Naturae Curiosorum, die heutige Deutsche Akademie der Naturforscher Leopoldina, aufgenommen.

## Schriften
- Nicolai Balthasaris Mertz: Oenopolium polypharmacum: in quo succus harim selectior ad evitandam quamvis morborum & symptomatum illuviem, jatricae botanicaeque virtutis imbre praegnans indigentibus large depromitur, liberaliter effunditur, sitientibus exhibetur, 1652 (Google Books)